# Коста, Жан Люк
Жан Люк Коста (нем. Jean-Luc Costa; 25 января 1965) — швейцарский шахматист, международный мастер (1991).
Чемпион Швейцарии (1991 и 1993). В составе национальной сборной участник 30-й Олимпиады (1992).

## Изменения рейтинга
| Графики недоступны из-за технических проблем. См. информацию на Фабрикаторе и на mediawiki.org. |